# Municipio de Fairview (Illinois)
El municipio de Fairview (en inglés: Fairview Township) es un municipio ubicado en el condado de Fulton en el estado estadounidense de Illinois. En el año 2010 tenía una población de 698 habitantes y una densidad poblacional de 7,5 personas por km².

## Geografía
El municipio de Fairview se encuentra ubicado en las coordenadas 40°40′22″N 90°8′59″O / 40.67278, -90.14972. Según la Oficina del Censo de los Estados Unidos, el municipio tiene una superficie total de 93.09 km², de la cual 92,03 km² corresponden a tierra firme y (1,14 %) 1,06 km² es agua.

## Demografía
Según el censo de 2010, había 698 personas residiendo en el municipio de Fairview. La densidad de población era de 7,5 hab./km². De los 698 habitantes, el municipio de Fairview estaba compuesto por el 98,28 % blancos, el 0,57 % eran afroamericanos, el 0,14 % eran amerindios, el 0,29 % eran asiáticos y el 0,72 % eran de una mezcla de razas. Del total de la población el 0 % eran hispanos o latinos de cualquier raza.